# Christian Ludwig Hartmann von Landwüst
Christian Ludwig Hartmann von Landwüst (* 24. Mai 1773 in Ilsenburg; † 11. November 1844) war ein preußischer und anschließend stolberg-wernigerödischer Beamter. Er war als Oberforstmeister im Harz tätig.

## Leben
Er stammte aus dem sächsischen Adelsgeschlecht von Landwüst und war der Sohn von Johann Friedrich Ludwig von Landwüst (1738–1795), der aus der Lausitz stammte, an den Universitäten in Jena und Halle Rechtswissenschaften studiert hatte und als Oberforstmeister in den Dienst des Grafen Christian Friedrich zu Stolberg-Wernigerode getreten und Nachfolger von Hans Dietrich von Zanthier in der Grafschaft Wernigerode geworden war. Seine Mutter war Charlotta Dorothea geborene Freifrau von Hohenthal (1745–1824) aus einer in den Adelsstand erhobenen Leipziger Familie. Durch eine glückliche Erbschaft waren seine Eltern in den Besitz des Rittergutes Großgestewitz im Königreich Sachsen (ab 1815 Königreich Preußen) gelangt, hatten es aber nur kurz im Besitztum.
Christian Ludwig Hartmann von Landwüst wurde von Hauslehrern unterrichtet. In der Zeit von 1789 bis 1792 bildete er sich speziell auf dem Gebiet der Forstwissenschaft und Mathematik weiter. 1793 ging er an die Privatschule des Forstrates von Zanthier nach Oranienburg und im Anschluss zur Ausbildung beim Oberforstmeister von Burgsdorff nach Berlin.
1795 erfolgte seine Ernennung zum preußischen Oberförster in Südpreußen. Auf Vorschlag von F. L. von Schroetter wurde Christian Ludwig Hartmann von Landwüst bereits im Jahre 1798 Oberforstmeister bei der Kriegs- und Domänenkammer in der neu-ostpreußischen Stadt Plock. Allerdings fehlte ihm noch die praktische Erfahrung, und insbesondere mangelnde Gründlichkeit wurde damals kritisiert. Bis nach der Schlacht bei Jena und Auerstedt im Jahre 1806 war von Landwüst in Neu-Ostpreußen tätig. Er ging in seine Heimat zurück, wo er in den Dienst des Grafen Christian Friedrich zu Stolberg-Wernigerode trat und in Ilsenburg das Amt des Oberforstmeisters der Grafschaft Wernigerode übernahm. Dieses Amt übte er bis zu seinem Tod aus. Friedrich von Hagen wurde sein Amtsnachfolger.